# カポンガ
カポンガ (英: Kaponga) は、ニュージーランドの北島のタラナキ地方東南部にある小さな田舎町で、オプナケから約26km内陸に位置する。エルタムからの距離は13kmとなる。町の人口は、2006年において372人であった。